# Sport de démonstration

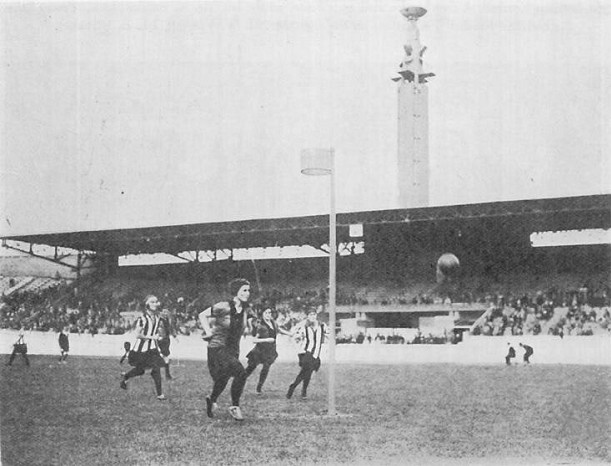
Korfbal comme sport de démonstration aux JO de 1928 à Amsterdam.

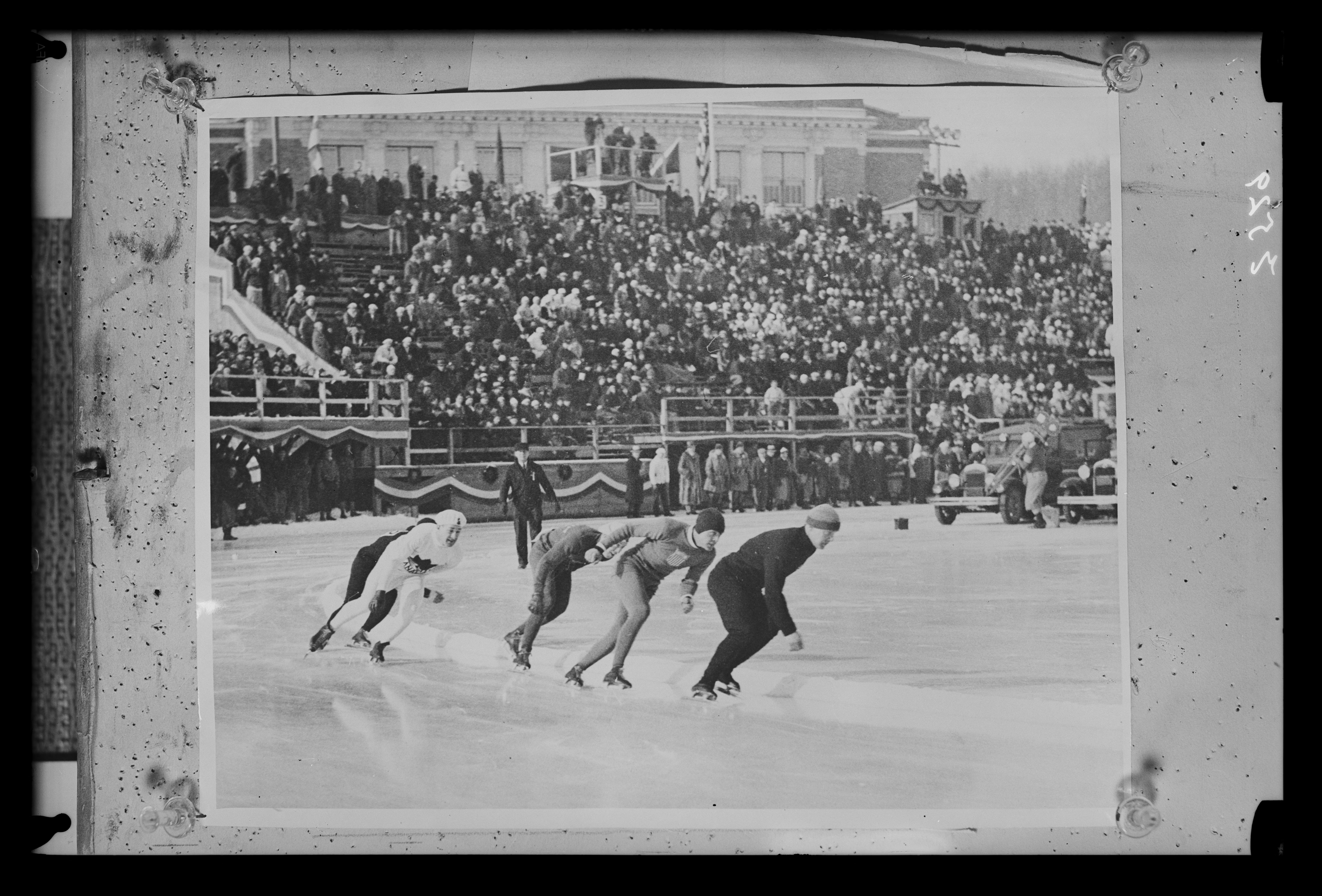
Patinage de vitesse comme sport de démonstration aux JO de 1932 à Lake Placid.

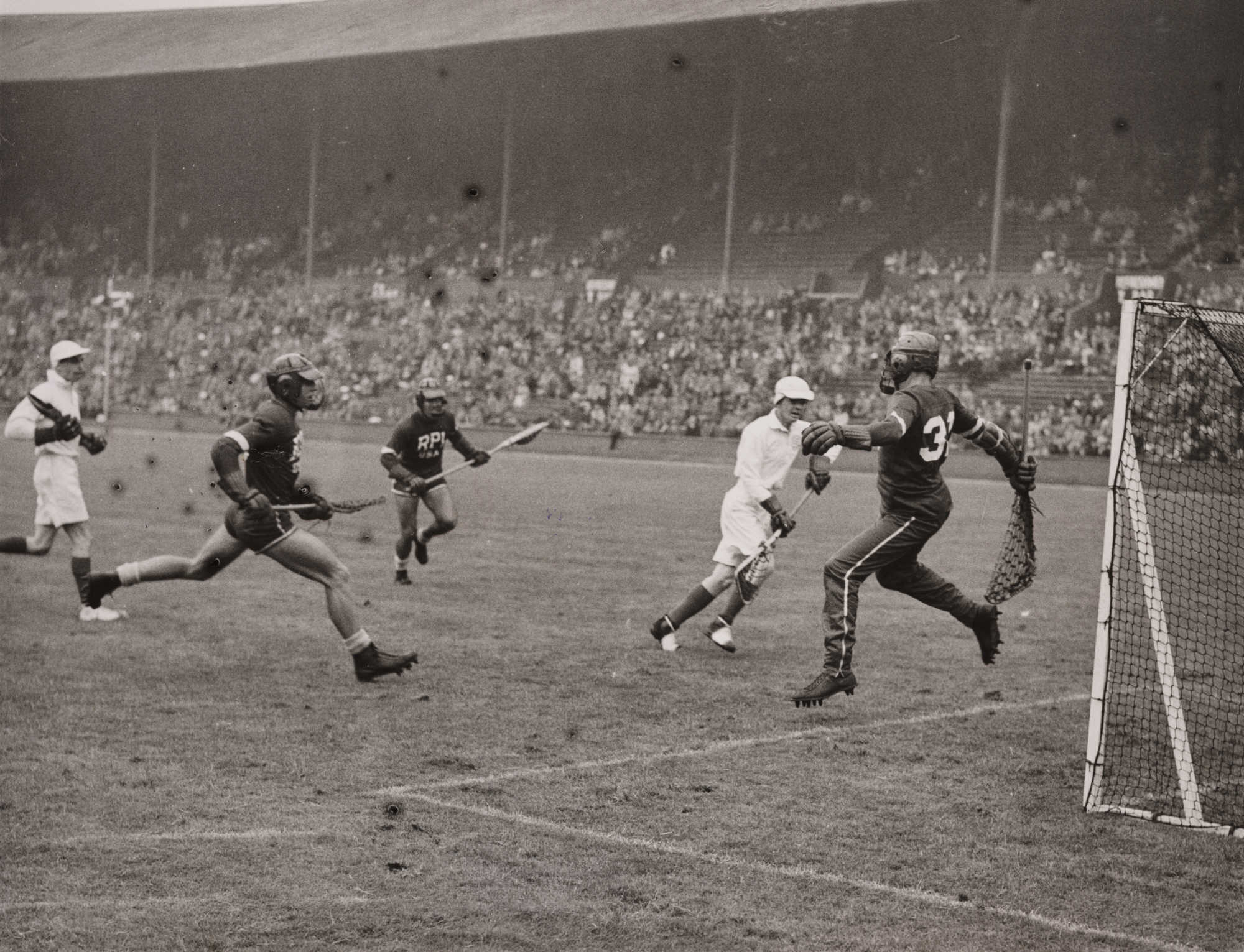
Lacrosse comme sport de démonstration aux JO de 1948 à Londres.

Un sport de démonstration est un sport qui est pratiqué dans une compétition multisports sans que ses résultats comptent dans le classement officiel.
Aux Jeux olympiques de Paris de 1900, certains sports ne sont pas considérés officiels, mais l'absence de comité olympique organisateur rend floue la limite entre sports officiels et non officiels en raison des activités sportives organisées pour l'Exposition universelle de 1900. Aux Jeux olympiques de 1904 à Saint-Louis, le baseball et le basket-ball sont disputés hors des sports officiels, sans être encore appelés sports de démonstration. C'est en 1912, aux Jeux de Stockholm, que la dénomination de sport de démonstration apparait pour le glima. Jusqu'en 1992, la majorité des Jeux olympiques possèdent un ou plusieurs sports de démonstration, il s'agit souvent d'une promotion de sports populaires dans le pays d'accueil. C'est également un moyen de tester le succès de ce sport auprès du public. Ainsi, plusieurs sports de démonstration sont devenus des sports olympiques comme le baseball présenté aux Jeux olympiques de Los Angeles ou le  taekwondo aux Jeux olympiques de Séoul.
En 1996, le CIO décide de suspendre l'organisation de sports de démonstration, car les Jeux prennent de plus en plus d'ampleur et il devient difficile de les gérer adéquatement[pas clair]. En 2008, un tournoi de wushu est néanmoins organisé en même temps que les Jeux olympiques à Pékin, mais il n'est pas considéré comme sport de démonstration.

## Jeux olympiques
| Jeux d'été       | Sport de démonstration | Jeux d'hiver                | Sport de démonstration                                                                                           |
| ---------------- | --- | --------------------------- | --- |
| Paris 1900       | • Pêche sportive (m) • Jeu de boules (m) • Jeu de paume (m) • Longue paume (m) • Plongeon (m) (en marge des épreuves de natation) • Sport mécanique (m) • Sport mécanique nautique (m) | -                           | - |
| Saint Louis 1904 | • Basket-ball (m) • Football américain (m) • Football gaélique (m) • Hurling (m) | -                           | - |
| Londres 1908     | • Polo à bicyclette | -                           | - |
| Stockholm 1912   | • Baseball (m) • Glima (m) | -                           | - |
| Anvers 1920      | • Korfbal (m) | -                           | - |
| Paris 1924       | • Pelote basque (m) • Canoë-kayak (m) • Savate et Canne de combat (m) | Chamonix 1924               | Aucun |
| Amsterdam 1928   | • Kaatsen (m) • Korfbal (m) • Crosse (m) | Saint-Moritz 1928           | • Patrouille militaire (m) • Ski jöring (m)                                                                      |
| Los Angeles 1932 | • Football américain (m) • Crosse (m) | Lake Placid 1932            | • Curling (m) • Course de chiens de traîneaux (m) • Patinage de vitesse (f)                                      |
| Berlin 1936      | • Baseball (m) • Vol à voile (m) | Garmisch-Partenkirchen 1936 | • patrouille militaire (m) • Eisstock (m)                                                                        |
| Londres 1948     | • Crosse (m) • Gymnastique suédoise (m f) | Saint-Moritz 1948           | • patrouille militaire (m) • Pentathlon d'hiver (m)                                                              |
| Helsinki 1952    | • Pesäpallo (m) • Handball (en) (m) | Oslo 1952                   | • Bandy (m) |
| Melbourne 1956   | • Football australien (m) • Baseball (m) | Cortina d'Ampezzo 1956      | Aucun |
| Rome 1960        | Aucun | Squaw Valley 1960           | Aucun |
| Tokyo 1964       | • Baseball(m) • Budō (m) | Innsbruck 1964              | • Eisstock (m)                                                                                                   |
| Mexico 1968      | • Pelote basque (m) • Tennis (m f) | Grenoble 1968               | Aucun |
| Munich 1972      | • Badminton (m f) • Ski nautique (m f) | Sapporo 1972                | Aucun |
| Montréal 1976    | Aucun | Innsbruck 1976              | Aucun |
| Moscou 1980      | Aucun | Lake Placid 1980            | Aucun |
| Los Angeles 1984 | • Baseball (m) • Tennis (m f) | Sarajevo 1984               | • Ski pour handicapés (m)                                                                                        |
| Séoul 1988       | • Badminton (m f) • Baseball (m) • Bowling (m f) • Judo (f) • Taekwondo (m f) | Calgary 1988                | • Curling (m f) • Ski acrobatique (m f) • Patinage de vitesse sur piste courte (m f) • Ski pour handicapés (m f) |
| Barcelone 1992   | • Pelote basque (m f) • Rink hockey (m) • Taekwondo (m f) | Albertville 1992            | • Curling (m f) • Ski de vitesse (m f) • Ski acrobatique (m f)                                                   |
| -                | - | Lillehammer 1994            | Aucun |